# ジェファーソン郡 (アイオワ州)
ジェファーソン郡 (英: Jefferson County) は、アメリカ合衆国アイオワ州に位置する郡である。人口は16,181人（2000年）。郡庁所在地はフェアフィールドである。

## 地理
アメリカ合衆国統計局によると、この郡は総面積1,131 km2 (437 mi2) である。このうち1,128 km2 (435 mi2) が陸地で4 km2 (1 mi2) が水地域である。総面積の0.32%が水地域となっている。

### 隣接する郡
- ケオクク郡  (北西)
- ワシントン郡  (北東)
- ヘンリー郡  (東)
- ヴァンビューレン郡  (南)
- ワペロ郡  (西)

## 人口動勢
2000年国勢調査で、この郡は人口16,181人、6,649世帯、及び4,281家族が暮らしている。人口密度は14/km2 (37/mi2) である。6/km2 (17/mi2) の平均的な密度に7,241軒の住宅が建っている。この郡の人種的な構成は白人96.02%、アフリカン・アメリカン0.64%、先住民0.17%、アジア1.70%、太平洋諸島系0.04%、その他の人種0.53%、及び混血0.91%である。ここの人口の1.84%はヒスパニックまたはラテン系である。
この郡内の住民は24.40%が18歳未満の未成年、18歳以上24歳以下が7.60%、25歳以上44歳以下が24.40%、45歳以上64歳以下が29.80%、及び65歳以上が13.80%にわたっている。中央値年齢は41歳である。女性100人ごとに対して男性は95.90人である。18歳以上の女性100人ごとに対して男性は93.60人である。
この郡の世帯ごとの平均的な収入は33,851米ドルであり、家族ごとの平均的な収入は43,819米ドルである。男性は32,066米ドルに対して女性は22,479米ドルの平均的な収入がある。この郡の一人当たりの収入 (per capita income) は19,579米ドルである。人口の10.90%及び家族の7.40%は貧困線以下である。全人口のうち18歳未満の12.40%及び65歳以上の9.00%は貧困線以下の生活を送っている。

## 都市及び町
| - フェアフィールド（郡庁所在地） - リバティビル (Libertyville) - ロックリッジ (Lockridge) - パックウッド (Packwood) | - Batavia - Pleasant Plain - Vedic City |

### 郡区
- ブラックホーク郡区
- ブキャナン郡区
- シーダー郡区
- センター郡区
- デモイン郡区
- リバティ郡区
- ロックリッジ郡区
- ローカストグローブ郡区
- ペン郡区
- ポーク郡区
- ラウンドプレーリー郡区
- ウォルナット郡区